# Nuevo Paraíso (Zamora Chinchipe)
Nuevo Paraíso ist eine Ortschaft und eine Parroquia rural („ländliches Kirchspiel“) im Kanton Nangaritza der ecuadorianischen Provinz Zamora Chinchipe. Verwaltungssitz ist die gleichnamige Ortschaft. Die Parroquia besitzt eine Fläche von 918,99 km². Die Einwohnerzahl lag im Jahr 2010 bei 594, im Jahr 2015 bei 920. Die Parroquia wurde am 2. Oktober 2009 gegründet.

## Lage
Die Parroquia Nuevo Paraíso liegt in der Cordillera del Cóndor im Südosten von Ecuador. Der Hauptort liegt auf einer Höhe von 900 m, 36 km südlich des Kantonshauptortes Guayzimi am linken Flussufer des Río Numpatakaime, ein rechter Nebenfluss des Río Nangaritza. Der Oberlauf des Río Nangaritza verläuft entlang der nördlichen Verwaltungsgrenze. Das Areal liegt in Höhen zwischen 840 m und 3120 m.
Die Parroquia Nuevo Paraíso grenzt im Norden an die Parroquia Zurmi, im Osten und im Süden an Peru, im Westen an die Parroquias El Porvenir del Carmen und La Canela (beide im Kanton Palanda) sowie im äußersten Nordwesten an Zamora (Kanton Zamora).

## Orte und Siedlungen
In der Parroquia gibt es folgende Barrios: Héroes del Cóndor, El Plateado, Asociación Pio Jaramillo, Los Angeles, Colinas del Nangaritza und El Mirador. Weiterhin gibt es folgende Kommunen (Comunidades): Yayu, Yawi, Saar Entsa, Selva Alegre und Tuna.

## Ökologie
Der Süden der Parroquia befindet sich die Reserva Biológica Cerro Plateado. Der nordwestliche Teil der Parroquia gehört zum Nationalpark Podocarpus. Der restliche Teil liegt fast vollständig innerhalb des Schutzgebietes Bosque Protector Alto Nangaritza. Das Gebiet ist für seine hohe Biodiversität bekannt.